# Feurich-Keks
Feurich-Keks ist ein Backwarenhersteller aus Bayern, heute zum Bahlsen-Konzern gehörig.

## Geschichte
Die Firma wurde 1880 durch den österreichischen Bäcker und Konditoreimeister Hugo Feurich gegründet, der sich in Solln bei München niederließ. Der Betrieb siedelte nach Schwabing um und wurde am 28. April 1923 umgewandelt in eine AG.

Feurich-Keks AG Aktie von 1925

Der Hersteller war damals bereits deutschlandweit tätig. Das Fabrikgebäude befand sich in München in der Hofmann-Straße und wurde später an Siemens verkauft. Zur Produktpalette gehörten Kekse, Waffeln, Lebkuchen und Biskuits. Diese Produkte wurden an Einzelhändler in Blechdosen oder in aus gespaltenem oder gesägtem und geflochtenem Weichholz gefertigten Behältnissen der Größe ca. 80 cm × 60 cm × 100 cm geliefert.

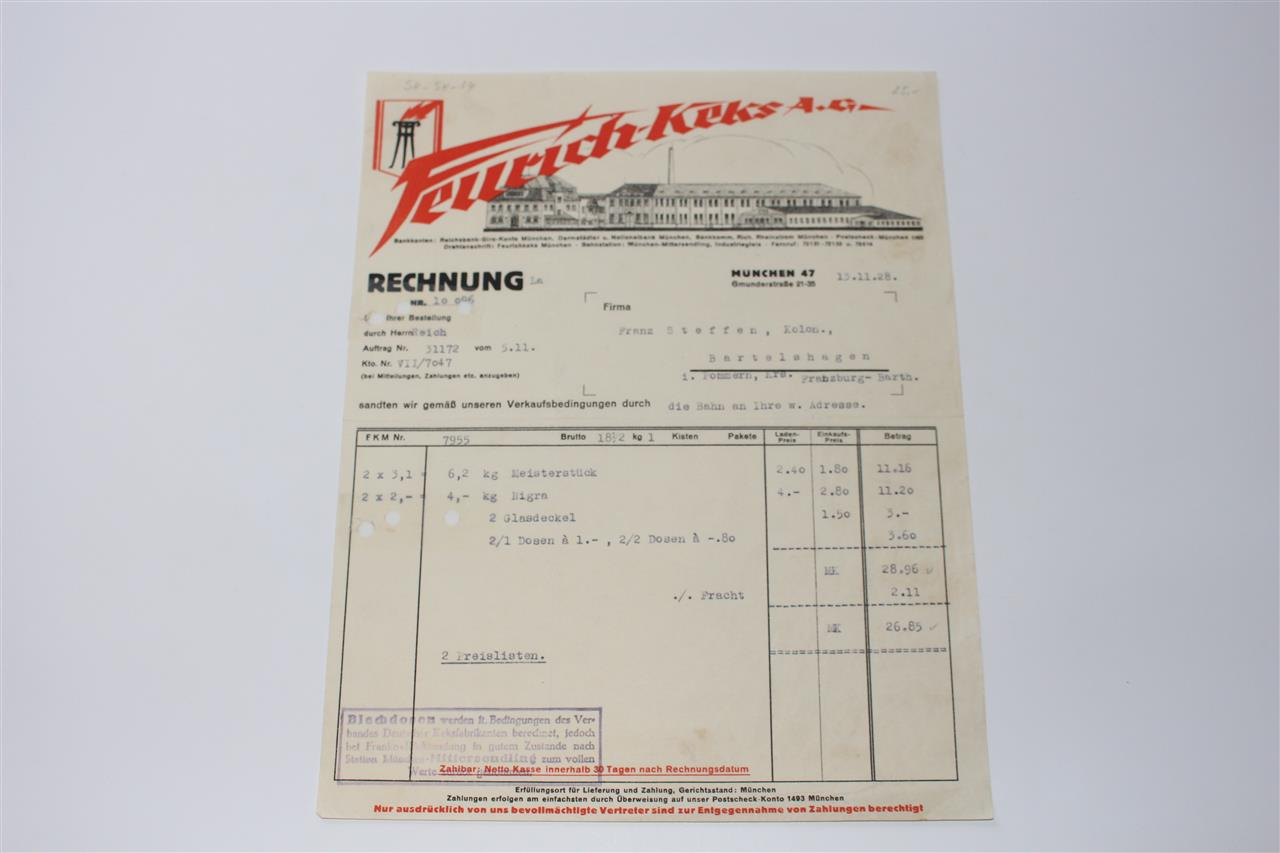
Gesamtansicht einer Feurich-Keks-Rechnung

Auch in den 1930er- und 1940er-Jahren war der Hersteller in München ansässig. Er hielt einige Patente zu Verpackung und Herstellung. Letzter Geschäftsführer der allein stehenden Firma war der Mitinhaber Hans Karl Löb der Feurich-Keks KG, München.
1960 wurde vom Inhaber der Melitta-Werke, Minden, Horst Bentz, die Süßwarenfirma Feurich Keksfabrik München übernommen. Der Produktionsbetrieb blieb bestehen, produzierte aber zusammen mit anderen aufgekauften Betrieben ausschließlich für die neu gegründete Firma Feurich-Vertriebsgesellschaft mbH, Standort München, ab Oktober 1960 in Stuttgart-Obertürkheim. Da der erwartete Erfolg ausblieb, verkaufte Bentz 1963 den Feurich-Produktionsbetrieb an die Fa. Bahlsen.
Heute werden Produkte unter diesem Namen bei ALDI-Nord verkauft und von der Vertriebstochter der Intersnack vertrieben.